# Francesca Granzotto
Pour les articles homonymes, voir Granzotto.

a Compétitions nationales et continentales officielles uniquement.

b Matchs officiels uniquement.
Francesca Granzotto, née le 22 mars 2002 à Conegliano (Italie), est une joueuse internationale italienne de rugby à XV évoluant aux postes d'ailière, arrière ou demi de mêlée. Elle joue en Angleterre aux Exeter Chiefs.

## Biographie
Francesca Granzotto naît le 22 mars 2002. Elle découvre le rugby à XV à l'école primaire puis débute avec l'école de rugby de Conegliano. Elle rejoint ensuite le club de Villorba Rugby avec lequel elle est championne d'Italie des moins de 14 ans.
Elle évolue une saison en Angleterre avec le Hove Rugby Club puis rentre en Italie. En 2021, elle part à Rome afin de poursuivre ses études et signe pour l'Unione Capitolina.
le 24 juillet 2022, elle fait ses débuts en équipe d'Italie à Langford contre le Canada (34-24). Francesca Granzotto participe à la Coupe du monde jouée en 2022 puis est retenue en août 2023 pour disputer la première édition du WXV.
En décembre 2023, Francesca Granzotto est appelée pour jouer avec la toute nouvelle sélection des Zebre, qui dispute deux rencontres contre Valence et Sitges en janvier et février 2024. Au mois de mars, elle fait partie des joueuses mises sous contrat par la Fédération italienne, puis est sélectionnée pour le Tournoi des Six Nations 2024, dont elle joue toutes les rencontres (une titularisation).[réf. nécessaire]
En 2024, elle est à nouveau sélectionnée pour le WXV, où elle est titularisée à trois reprises.[réf. nécessaire] Au mois de janvier elle appelée avec les Zebre pour deux matchs face aux franchises espagnoles des Iberians. En suivant, elle est sélectionnée pour le Six Nations. À la fin de la saison, elle signe en Angleterre aux Exeter Chiefs.
Francesca Granzotto est diplômée en sciences politiques, économie et philosophie.